# تاتسونو
تاتسونو هي بلدية في اليابان، وبلدة في اليابان، تقع في ناغانو، ومقاطعة كامينا، بلغ عدد سكانها 19,163 نسمة وذلك حسب إحصائيات سنة 2018، تبلغ مساحتها 169.20 كيلومتر مربع.